# Hosta
Hosta je naselje v Občini Škofja Loka.